# أبويو (أسطورة)
أبويو (بالإنجليزية: Apoiaue)‏ في أساطیر هنود البرازيل: هي أرواح المطر التي تعمل على هطوله عندما يسود الأرض الجفاف.